# 체렘호보

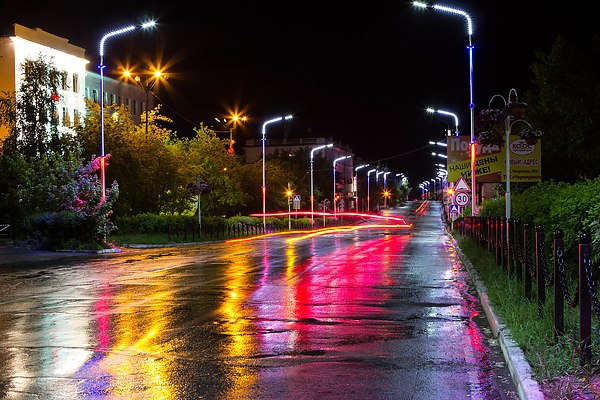

체렘호보(러시아어: Черемхово)는 이르쿠츠크 주에 위치해 있는 도시이다. 시베리아 횡단 철도가 통과하는 지점에 위치해 있고, 인구는 7만명이다. 20세기에 지어진 도시이다.